# Dhaka Metro Rail

Dakka meglévő és tervezett metróvonalai

A Dhaka Metro Rail (bengáliul: ঢাকা মেট্রোরেল) egy városi tömegközlekedési rendszer, amely Dakkát (jelenleg Uttara North és Motijheel között), Banglades fővárosát és egyben legnagyobb városát szolgálja ki. Üzemeltetője a Dhaka Mass Transit Company Limited (DMTCL). A építés alatt álló Dhaka BRT, a tervezett Dhaka metró és a Dhaka elővárosi körvasút együttesen várhatóan csökkenti a város forgalmi torlódásait. A metróhálózat egyetlen üzemelő vonala az MRT 6-os vonal; emellett az MRT 1-es és 5-ös vonal építése folyamatban van, az MRT 2-es és 4-es vonal pedig tervezési szakaszban van. A rendszer a Dhakai Közlekedési Koordinációs Hatóság (DTCA) által kidolgozott stratégiai közlekedési terv része. Később azonban arról számoltak be, hogy a kormány esetleg törli az MRT 5-ös vonal déli szakaszát, és a legtöbb metróprojekt megnyitása valószínűleg nem fogja tartani a 2030-as határidőt.
Később azonban arról számoltak be, hogy a kormány esetleg törli az MRT 5-ös vonal déli szakaszát, és a legtöbb metróprojekt megnyitása valószínűleg nem fogja tartani a 2030-as határidőt.
Az MRT 6-os vonal első szakasza 2022. december 29-én, a második szakasza pedig 2023. november 5-én kezdte meg kereskedelmi üzemét. A többi vonal vagy tervezési, vagy építési szakaszban van. A harmadik szakasz, amely összeköttetést biztosít az 1-es, 2-es és 4-es vonalakkal, 2026-ra készül el. Az MRT 6-os vonal további bővítése Savar Upazila és Tongi felé várható. Az utasok 10% kedvezményt kapnak a viteldíjból, ha MRT Pass vagy Rapid Pass kártyát használnak.
Az MRT 6-os vonal jelenleg minden nap 7:30 és 21:00 között, pénteken pedig 15:30 és 21:00 között közlekedik (az MRT Pass/Rapid Pass birtokosok számára 7:10 és 21:40 között). Az MRT rendőrség biztosítja a dhakai metró biztonságát.